# Krześlów
Krześlów – wieś w Polsce położona w województwie łódzkim, w powiecie bełchatowskim, w gminie Zelów. W latach 1975–1998 miejscowość administracyjnie należała do województwa piotrkowskiego. Przez wieś przepływa struga Chrząstawka.

## Dwór
W Krześlowie znajduje się kompleks dworsko-pałacowy wybudowany w 1864 roku przez Wincentego Węsierskiego. Od 1866 roku razem z przylegającymi do niego dobrami wszedł w posiadanie Juliana i Józefy z Zaborowskich Walickich. W międzywojniu majątek liczył aż 1366 ha. Bronisław Walicki, syn Tadeusza, założył w nim hodowlę folblutów.

### Opis
Parterowy dwór w stylu neoklasycystycznym kryty niskim dachem czterospadowym, wybudowany na planie prostokąta. Od frontu główne wejście w piętrowym portyku z czterema kolumnami doryckimi potrzymującymi trójkątny fronton. Do wejścia prowadzą schody. Po oficynie pozostało jedynie gruzowisko. Otacza ją park, wokół którego znajduje się XVI-wieczna fosa. Most wiodący przez fosę do wrót dworku, ze względu na stan jest nieczynny. Obiekt można podziwiać jedynie ze sporej odległości. Obok zabudowań dworskich znajduje się gorzelnia z 1880 roku. Na terenie parku znajduje się pomnik przyrody – dąb szypułkowy, którego obwód pnia wynosi 3,30 m – oraz stawy rybne.